# Escuts i banderes de l'Alta Ribagorça
Els escuts i banderes de l'Alta Ribagorça són el conjunt de símbols que representen els municipis d'aquesta comarca.
L'Alta Ribagorça catalana se situa en ple Pirineu axial; s'estén des dels massissos de Besiberri i Montardo d'Aran fins a la serra de Sant Gervàs. La frontera oest de la comarca, la dibuixa el riu Noguera Ribagorçana, que neix a la comarca veïna de la Vall d'Aran i transcorre per la vall de Barravés. El principal afluent d'aquest riu és la Noguera de Tor, que avança per la vall de Boí.
Tradicionalment hi havia hagut més municipis a la comarca, però després d'una sèrie de fusions municipals en resten
només tres: la capital comarcal, el Pont de Suert (2.418 h.); la Vall de Boí (1.049 h.) i Vilaller (656 h.), d'acord amb el padró del 2007. Es tracta d'una comarca amb una de les densitats de població més baixes de Catalunya, amb 9,7 habitants per km², i de les de menys població (4.123 h.). El Pont de Suert és l'única població una mica més compacta, però els altres municipis són un agregat de petits pobles, on en alguns casos hi ha molt poques cases habitades.
Amb l'agregació, molts dels antics municipis de l'Alta Ribagorça catalana han quedat orfes. L'únic escut municipal oficialitzat és el de Vilaller.

## Escuts oficials

el Pont de Suert Escut oficiós.
Vilaller Aprovat el 12 de juny de 1997.